# Uromastyx acanthinura
Uromastyx acanthinura är en ödleart som beskrevs av  Bell 1825. Uromastyx acanthinura ingår i släktet dabbagamer, och familjen agamer.

## Underarter
Arten delas in i följande underarter:
- U. a. acanthinura
- U. a. nigerrima
- U. a. werneri

## Bildgalleri

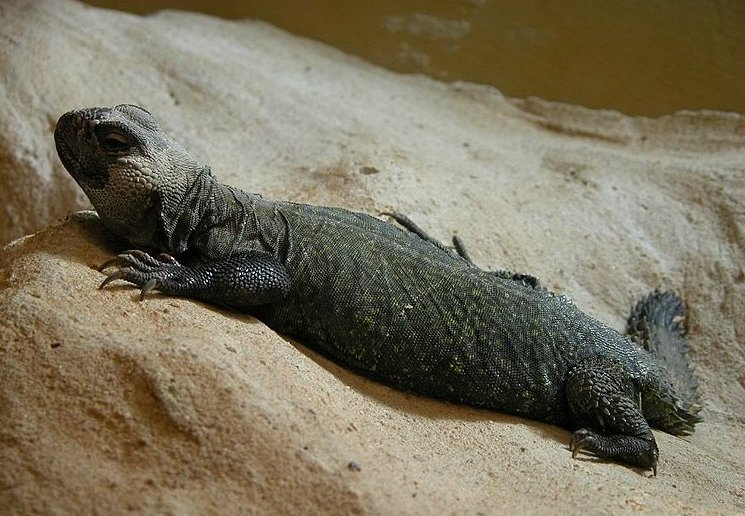